# Портрет Николая Диомидовича Мякинина
«Портрет Николая Диомидовича Мякинина» — картина Джорджа Доу и его мастерской из Военной галереи Зимнего дворца.
Картина представляет собой погрудный портрет генерал-майора  Николая Диомидовича Мякинина из состава Военной галереи Зимнего дворца.
К началу Отечественной войны 1812 года капитан (с декабря 1812 года полковник) Мякинин числился в лейб-гвардии Артиллерийской бригаде, состоял адъютантом А. А. Аракчеева и находился по делам службы в Санкт-Петербурге, в отражении нашествия Наполеона участия не принимал. В Заграничных походах сражался в Пруссии и Саксонии, отличился в сражении при Бауцене, а за Битву народов под Лейпцигом был произведён в генерал-майоры, был начальником артиллерии в отдельном корпусе Ф. Ф. Винцингероде. В сражении при Краоне руководил действиями всей артиллерии русской армии.
Изображён в генеральском мундире, введённом для артиллерийских генералов 7 мая 1817 года; Мякинин не мог носить этот мундир, поскольку скончался в конце 1814 года, и должен быть изображён в общегенеральском мундире образца 1808 года с двумя рядами пуговиц. На шее кресты орденов Св. Георгия 3-го класса, Св. Владимира 3-й степени и Св. Анны 2-й степени с алмазами; по борту мундира прусский орден Красного орла 2-й степени; справа на груди серебряная медаль «В память Отечественной войны 1812 года» на Андреевской ленте, которой по всей вероятности он не имел и соответственно носить не имел права, поскольку непосредственного участия в кампании 1812 года Мякинин не принимал. Подпись на раме: Н. Д. Мякининъ, Генералъ Маiоръ.
7 августа 1820 года Комитетом Главного штаба по аттестации Мякинин был включён в список «генералов, заслуживающих быть написанными в галерею». 11 апреля 1822 года император Александр I повелел написать его портрет, и 14 июня 1822 года Доу сообщил в Инспекторский департамент Военного министерства, что портрет уже готов. Поскольку Мякинин скончался в 1814 году, то должен существовать портрет-прототип, которым пользовался художник в своей работе, однако такой прототип неизвестен. Гонорар Доу был выплачен 1 июля 1822 года. Готовый портрет был принят в Эрмитаж 7 сентября 1825 года.
В. К. Макаров счёл этот портрет совершенно лишённым сходства с типичными работами Доу. Хранитель британской живописи в Эрмитаже Е. П. Ренне поддержала его мнение.